# Col Logan
Pour les articles homonymes, voir Logan et Pass.
Le col Logan (Logan Pass en anglais) est un col de montagne (2 026 m) situé dans le parc national de Glacier dans l'État du Montana aux États-Unis. Le col est le point culminant de la route touristique Going-to-the-Sun Road. Il est situé sur la ligne continentale de partage des eaux.

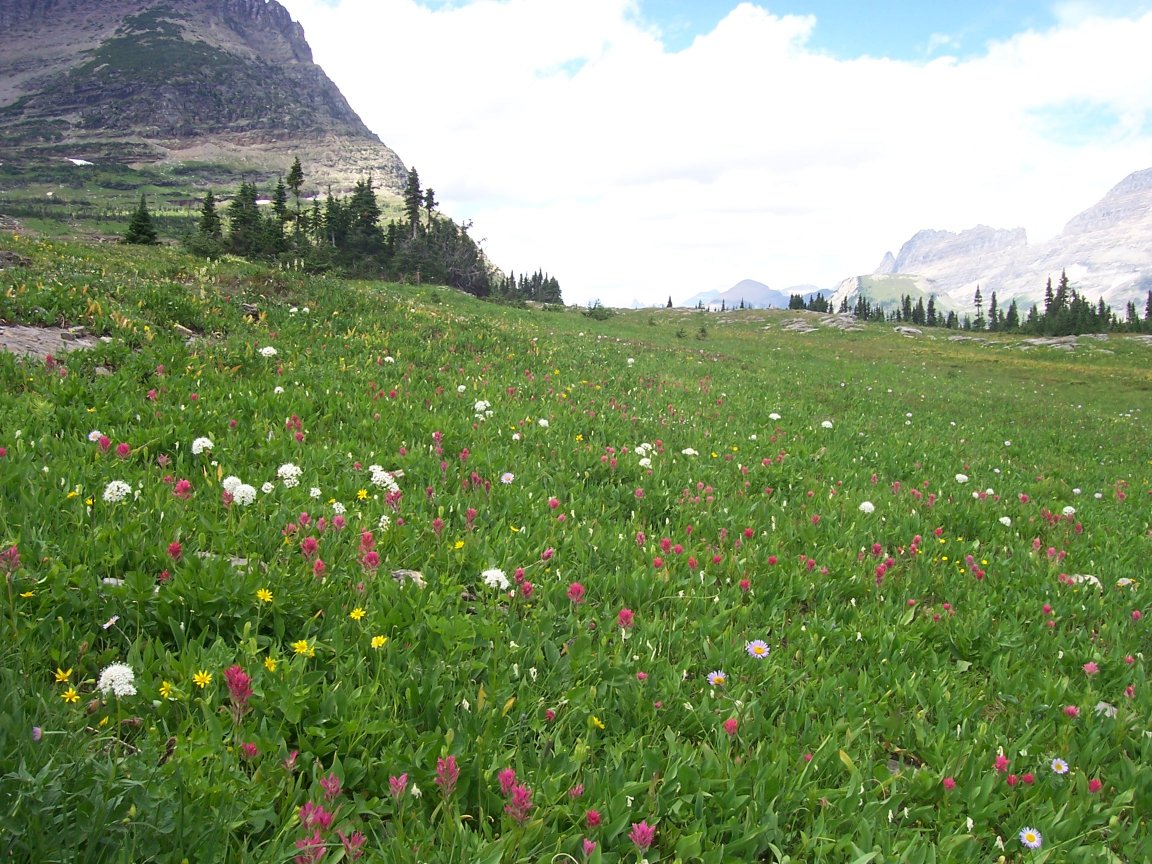
Flore alpine visible au niveau du col.

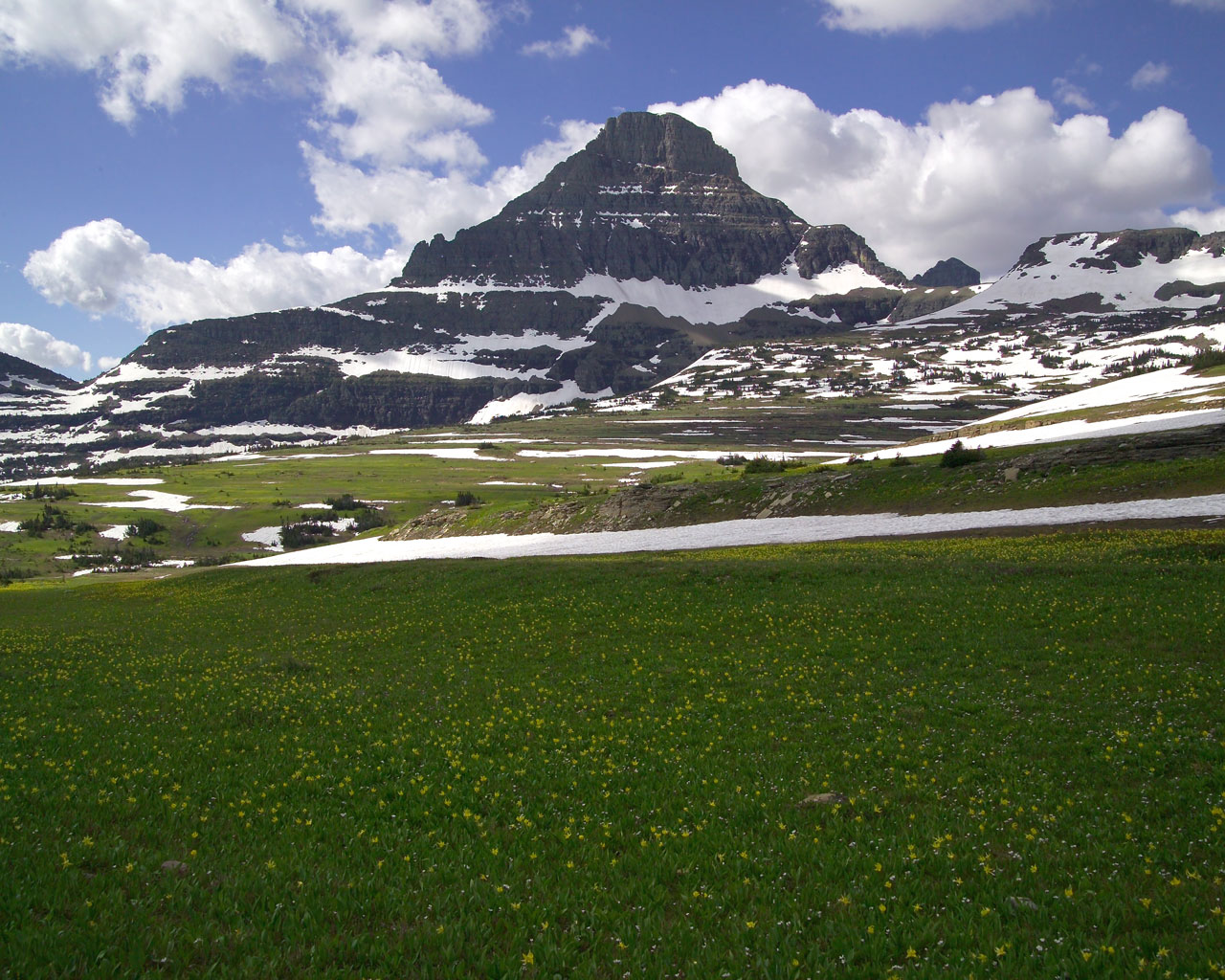
Vue du mont Reynolds depuis le col Logan.

Un centre touristique, le Logan Pass Visitor Center, est ouvert durant la saison touristique à l'est du sommet. Le col est un endroit populaire pour de nombreux marcheurs qui commencent  leur randonnée au départ du sommet. Ces sentiers permettent de voir les fleurs alpines qui fleurissent durant l'été après la fonte des neiges. Il est également possible de voir des Chèvres des montagnes Rocheuses,.
À l'est du col se forme le Big Drift qui est une congère géante pouvant atteindre 30 mètres d'épaisseur. Le col est fermé durant tout l'hiver à cause des dangers des avalanches mais aussi car il est simplement impossible de garder le chemin ouvert à cause des conditions climatiques. De ce fait, le col est ouvert de mai à mi-octobre.